# Felicia Țilea-Moldovan
Pour les articles homonymes, voir Moldovan.
Felicia Țilea-Moldovan, née le 29 septembre 1967 à Măgura Ilvei et morte le 3 mars 2025 à Pontevedra (Espagne), est une athlète roumaine spécialiste du lancer du javelot.

## Palmarès
| Date | Compétition           | Lieu      | Résultat | Performance |
| ---- | --------------------- | --------- | -------- | ----------- |
| 1990 | Championnats d'Europe | Split     | 9e       | 58,80 m     |
| 1993 | Championnats du monde | Stuttgart | 8e       | 61,24 m     |
| 1994 | Championnats d'Europe | Helsinki  | 3e       | 64,34 m     |
| 1995 | Universiade d'été     | Fukuoka   | 1re      | 62,16 m     |
| 1995 | Championnats du monde | Göteborg  | 2e       | 65,22 m     |
| 1996 | Jeux olympiques d'été | Atlanta   | 10e      | 59,94 m     |
| 1997 | Championnats du monde | Athènes   | 5e       | 64,90 m     |
| 1998 | Championnats d'Europe | Budapest  | 10e      | 58,30 m     |
| 1999 | Championnats du monde | Séville   | 11e      | 59,24 m     |
| 2000 | Jeux olympiques d'été | Sydney    | 15e      | 58,75 m     |
| 2001 | Championnats du monde | Edmonton  | 16e      | 56,61 m     |
| 2002 | Championnats d'Europe | Munich    | 9e       | 58,88 m     |
| 2004 | Jeux olympiques d'été | Athènes   | 11e      | 62,05 m     |
| 2005 | Championnats du monde | Helsinki  | 23e      | 54,68 m     |
| 2006 | Championnats d'Europe | Göteborg  | 16e      | 57,21 m     |
| 2008 | Jeux olympiques d'été | Pékin     | 12e      | 53,04 m     |
| 2010 | Championnats d'Europe | Barcelone | 18e      | 46,51 m     |

## Records
| Épreuve           | Performance | Lieu   | Date         |
| ----------------- | ----------- | ------ | ------------ |
| Lancer du javelot | 63,89 m     | Zurich | 16 août 2002 |